# اوه مین سوک
اوه مین سوک (کره‌ای: 오민석؛ زادهٔ ۲۲ آوریل ۱۹۸۰) بازیگر اهل کره جنوبی است. او قبلاً با نام هنری هان کی-جو (انگلیسی: Han Ki-joo) شناخته می‌شد. او در مجموعه‌های تلویزیونی میسنگ: زندگی ناتمام (۲۰۱۴)، منو بکش، خلاصم کن (۲۰۱۵) و پادشاه عاشق (۲۰۱۷) ایفای نقش کرده‌است.